# Ameiva major
Ameiva major là một loài thằn lằn trong họ Teiidae. Loài này được Duméril & Bibron mô tả khoa học đầu tiên năm 1839.